# Ali Project
ALI PROJECT (アリ・プロジェクト、蟻プロジェクト) é uma banda japonesa com um estilo visual Japonês-Aristocrático, composta por Arika Takarano (宝野アリカ Takarano Arika, vocal e letras) e Mikiya Katakura (片倉三起也 Katakura Mikiya, música e arranjos). Também chamada pelos fãs de アリプロ (AliPro).
No começo da carreira, suas músicas eram mais leves e alegres. No entanto, o som vem mudando nos últimos tempos, assumindo um tom sombrio e mais misterioso. [carece de fontes?]. Embora tenha havido uma mudança geral para a execução das músicas da fase "Alice Negra", ALI PROJECT ocasionalmente apresenta suas músicas de sua fase "Alice Branca".

## Carreira
Sua estréia musical foi em 1988 quando ainda se denominavam Ari (Formiga) Project (蟻プロジェクト Ari Purojekuto), com o seu álbum "Gensou Teien" (幻想庭園, "Jardim Fantástico"). O álbum foi mais tarde incluído no livro de Tatsumi Takayuki chamado Filosofia do Rock Progressivo (プログレッシヴ・ロックの哲学, Puroguresshivu Rokku no Tetsugaku), o que levou a banda a ser classificada como Rock Progressivo.
Quatro anos mais tarde, em 1992, elas mudaram o seu nome e fizeram sua estréia na grande mídia com o single "Koi-seyo otome" (恋せよ乙女, "Apaixone-se, donzela").
A maioria de suas gravações foram lançados pela Toshiba-EMI, Victor Entertainment e Tokuma Japan. A banda também é famosa entre fãs de anime por ter suas músicas em aberturas e encerramentos de vários animes como Noir, Code Geass, Kamichama Karin, Rozen Maiden e mais recentemente Another. Além disso, Mikiya Katakura também trabalhou na trilha sonora de vários animes, entre eles Kaibutsu Oujo e Avenger.

## Estilo
Apesar de utilizarem vestimentas no estilo flamboyant nos shows e videoclipes, Ali Project nunca foi tida como banda da cena Visual kei. [carece de fontes?]

## Discografia

### Álbuns

#### Álbuns de estúdio
- 09.12.1992: 月下の一群 (Gekka no Ichigun)
- 16.02.1994: DALI
- 06.12.1995: 星と月のソナタ (Hoshi to Tsuki no Sonata)
- 21.11.1998: Noblerot
- 25.04.2001: Aristocracy
- 24.07.2002: EROTIC & HERETIC
- 22.06.2005: Dilettante
- 22.08.2007: Psychedelic Insanity
- 27.08.2008: 禁書 (Kinsho)
- 26.08.2009: Poison
- 29.09.2010: 汎新日本主義 (Han Shinnihon Shugi)

#### Álbuns best
- 04.08.2000: jamais vu
- 08.03.2006: Déjà vu ~THE ORIGINAL BEST 1992-1995~
- 26.07.2006: COLLECTION SIMPLE PLUS
- 04.04.2007: Rose Crucifixion (薔薇架刑 Soubikakei)
- 10.12.2008: Poet Laureate Single Collection Plus (桂冠詩人 Keikan Shijin)
- 13.01.2010: La Vita Romantica
- 25.05.2011: QUEENDOM

#### Álbuns orquestrados
- 23.04.2003: 月光嗜好症 (Gekkō shikōshō)
- 23.06.2004: Etoiles
- 07.12.2005: 神々の黄昏 (Kamigami no Tasogare)
- 06.12.2006: Romance
- 12.12.2007: Grand Finale
- 17.03.2010: Gothic Opera
- 29.06.2011: Les Papillons

#### Outros álbuns
- 27.04.1987: Some Girls -Rebel Street IV- (桜の花は狂い咲き Sakura no Hana wa Kuruizaki)
- 25.01.1988: 幻想庭園 (Gensō Teien)
- 11.11.1996: 幻想庭園+1 (Gensō Teien + 1)
- 25.07.2001: CLASSICS

### Outros
- 25.11.1989: Kiki's Delivery Service Vocal Album
- 06.12.1995: Midoriyama High School Original Soundtrack
- 01.08.1996: Eko Eko Azarak II Soundtrack
- 05.02.1997: Faixas musicais em Wish
- 21.06.1997: Clamp School Detectives Original Soundtrack 1
- 22.10.1997: CLAMP School Detectives Original Soundtrack 2
- 17.12.1997: CLAMP School Detectives Vocal Collection
- 03.12.2003: Avenger Original Soundtrack
- 21.06.2006: .hack//ROOTS Original Soundtrack 1

músicas cantadas [GOD DIVA] [In The World] [Hakua Byoutou] e [Junkyousha no Yubi], todas as músicas instrumentais do álbum foram feitas por Katakura Mikiya.
- 21.09.2006: .hack//ROOTS Original Soundtrack 2

músicas cantadas [KING KNIGHT] [Maisou no Mori no Tasogarezaka] e [Kegari Naki Akui], todas as músicas instrumentais do álbum foram feitas por Katakura Mikiya.
- 22.11.2006: 眠れる城 (Nemureru Shiro)

de Rozen Maiden Traümend Character Drama CD Vol.4 - Souiseiseki
- 24.01.2007: 名なしの森 (Nanashi no Mori)

de Rozen Maiden Traümend Character Drama CD Vol.5 - Shinku
- 07.03.2007: 春蚕 (Shungo)

de Rozen Maiden Traümend Character Drama CD Vol.7 - Barasuishou
- 03.10.2007: Kaibutsu Oujo OST - Sympathy for the Belonephobia

músicas cantadas [Outeki Ketsuzoku] [Oumagakoi] e [Hizamazuite Ashi wo Oname], todas as músicas instrumentais do álbum foram feitas por Katakura Mikiya.
- 14.01.2009: CODE GEASS COMPLETE BEST (incui as músicas Yūkyō Seishunka e Waga Routashi Aku no Hana)